# Kutlovo (Kuršumlija)
Kutlovo (Servisch cyrillisch Кутлово) is een plaats in de Servische gemeente Kuršumlija. De plaats telt 37 inwoners (2002).